# Louise-Elisabeth de Rouxel
Louise-Elisabeth de Rouxel, född 1653, död 1711, även känd som Mademoiselle de Grancey och sedan Madame de Grancey, var en fransk hovfunktionär.

## Biografi
Hon var dotter till Jacques de Rouxel, comte de Grancey et de Médavy, maréchal de France (1603-1680) och Charlotte de Mornay-Villarceaux (1620-1694). 
Hon var år 1669 föremål för en intrig att ersätta Madame de Montespan som mätress till kung Ludvig XIV av Frankrike. 
Hon var en nära personlig vän och förtrogen till kungens bror hertigen av Orleans, och hade stort inflytande över honom. Det påstods att hon var hans älskarinna, men han var homosexuell. Däremot hade hon ett förhållande med hans bisexuella älskare, Chevalier de Lorraine. 
På begäran av hertigen av Orleans utsågs hon 1679 till hovdam åt hans dotter Marie-Louise av Orléans, och kallades därefter Madame de Grancey, trots att hon förblev ogift. Hon åtföljde 1680 Marie Louise till Spanien som dame d'atours. 